# Etheridge Knight
Etheridge Knight, né le 19 avril 1931 à Corinth, dans l'État du Mississippi, et mort le 10 mars 1991 à Indianapolis, dans l'État de l'Indiana est un poète américain qui est une figure majeure du Black Arts Movement.

## Biographie

### Jeunesse et formation
Etheridge Knight né à Corinth dans le Mississippi, est l'un des sept enfants de Etheridge Knight.Sr. et de Belzora Cozart Knight,.
Il grandit à Paducah, dans le Kentucky. Il abandonne ses études secondaires à l'âge de 16 ans pour s'engager dans l'armée américaine, il y servira de 1947 à 1951. Il participe à la guerre de Corée où il est blessé par un éclat d'obus. De retour à la vie civile, les douleurs de sa blessure le conduisent à la consommation de drogue et d'alcool,.

### Carrière
En 1960, il est condamné à 8 ans de prison pour vol qualifié, il purge sa peine à la prison d’État de l'Indiana. Durant son séjour carcéral, il découvre la poésie et commence à correspondre avec des personnalités littéraires telles que Dudley Randall et Gwendolyn Brooks qui le visiteront.
En 1963, commence à écrire des poèmes inspirés par sa vie marquée par la violence, le sexe et la drogue, il réussit à faire publier son premier poème To Dinah Washington, par le magazine Negro Digest de Hoyt Fuller
En 1968, Dudley Randall publie Poems from Prison, dans sa maison d'édition Broadside Press, ce premier livre de Knight est un succès, encouragé et reconnu par des poètes tels que Amiri Baraka , Sonia Sanchez, Haki R. Madhubuti, il rejoint le Black Arts Movement,. Mouvement artistique qui est le pendant du Black Power dans le domaine de l'esthétique théorisée par Larry Neal (en) sous le nom de Black Aesthetic,.
Avec Sonia Sanchez, Haki R. Madhubuti, Nikki Giovanni, il fonde au Greenwich Village le "Broadside Quartet" en hommage aux éditions Broadside Press, qui les a fait connaitre.
De 1969 à 1970, il travaille pour le magazine littéraire Motive.
En 1970, il est accepté par l'Université de Hartford pour être pensionnaire en résidence littéraire.
À partir des années 1980, malgré le succès, il sombre à nouveau dans l'alcool et la drogue, multiplie ses problèmes financiers, il tombe dans la déchéance, à un certain moment il était sans domicile fixe, logé par des amis.
Après son accident de circulation en 1988, il se reprend, mais son cancer de poumon l’achève prématurément.
En 1990, après avoir repris des études à la Martin Center University d'Indianapolis il obtient son Bachelor of Arts.
Les archives d'Etheridge Knight sont consultables au Ward M. Canaday Center de l'université de Toledo dans l'Ohio.

### Vie privée
Il s'est marié trois fois, il a eu pour épouse la poète Sonia Sanchez (1968-1970), Mary McAnally (1970-1977) et Charlene Blackburn (1977-1982).
Il adopte les deux enfants de Mary McAnally (Mary TanDiwe McAnally et Etheridge Bambata McNally Knight) et il a un fils issu de son troisième mariage, Isaac BuShie Blackburn-Knight,.
En novembre 1988, Knight est victime d'un accident provoqué par un automobiliste à Philadelphie, il a le poignet cassé et une entaille profonde à la jambe, des poètes se sont réunis pour lui donner de quoi se faire soigner, il se rend à Indianapolis pour se faire hospitaliser à l'hôpital des anciens combattants (Veterans Hospital), c'est pendant son séjour que lui est diagnostiqué un cancer des poumons.
Le 10 mars 1991, sa sœur Clyneese Knight-Bennett annonce son décès à chez lui, à Indianapolis, des suites d'un cancer des poumons.
Etheridge Knight repose au Crown Hill Cemetery (en) d’Indianapolis.

## Œuvres
- (en-US) Poems from Prison, Detroit, Mich., Broadside Press, 1er août 1968, 30 p. (ISBN 0-910296-15-4)
- (en-US) Belly Song and Other Poems, Broadside Press, 1er juin 1973, 62 p. (ISBN 0-910296-88-X)
- (en-US) Black Voices from Prison, Pathfinder Press, 1er juin 1979 (ISBN 0-87348-148-8)
- (en-US) Born of a Woman, Mariner Books, 24 juin 1980 (ISBN 0-395-29200-X)
- (en-US) So My Soul Can Sing, Jeffrey Norton Publisher, 1986 (ISBN 99910-67-38-8)
- (en-US) The Essential Etheridge Knight, University of Pittsburgh Press, 5 décembre 1986, 128 p. (ISBN 0-8229-5378-1)

## Prix et distinctions
- 1972 : boursier du National Endowment for the Art[20],
- 1974 : boursier de la fondation John Simon Guggenheim[21],
- 1981 : boursier du National Endowment for the Art[22]
- 1984 : lauréat du Shelley Memorial Award décerné par la Poetry Society of America[23],
- 1987 : lauréat de l'American Book Award décerné par la Before Columbus Foundation (en) pour son livre The Essential Etheridge Knight[24],

## Pour approfondir

#### Notices dans des encyclopédies ou des livres de références
- (en-US) Harold Bloom (dir.), Contemporary Black American Poets and Dramatists, New York, Chelsea House Publishers, coll. « Writers of English » (réimpr. 2014) (1re éd. 1995), 205 p. (ISBN 9780585237985, OCLC 1421305943, lire en ligne), p. 77-89,
- (en-US) John A. Garraty (dir.), Stacy Klein et Lisabeth G. Svensgaard, American National Biography, vol. 12 : Jeremiah - Kurtz, New York, Oxford University Press, USA, 1999, 955 p. (ISBN 9780195127911, lire en ligne), p. 808-809,
- (en-US) Joyce Pettis, African American Poets, Westport, Connecticut, Greenwood Press, 2002, 365 p. (ISBN 9780313311178, lire en ligne), p. 193-200,
- (en-US) Linda E. Cullum, Contemporary American Ethnic Poets : Lives, Works, Sources, Westport, Connecticut, Greenwood Press, 2004, 327 p. (ISBN 9780313324840, OCLC 53443250, lire en ligne), p. 167-170,
- (en-US) Paul Finkelman (dir.), Encyclopedia of African American History, 1896 to the Present : From the Age of Segregation to the Twenty-first Century, vol. 3 : J-N, New York, Oxford University Press, USA (réimpr. 2009) (1re éd. 2006), 525 p. (ISBN 9780195167795, OCLC 416601965, lire en ligne), p. 115-117,
- (en-US) Rosemary M. Canfield Reisman (dir.), Critical Survey of Poetry : American Poets, vol. 2 : British, Irish, and Commonwealth poets, Pasadena, Californie, Salem Press, 2011, 1209 p. (ISBN 9781587655852, lire en ligne), p. 1053-1058,

#### Essais et biographies
- (en-US) Michael S. Collins, Understanding Etheridge Knight, Columbia, Caroline du Sud, The University of South Carolina Press, coll. « Understanding contemporary American literature » (réimpr. 2023) (1re éd. 2012), 176 p. (ISBN 9781643364391, OCLC 1401216461),
- (en-US) Terrance Hayes, To Float in the Space Between : A Life and Work in Conversation with the Life and Work of Etheridge Knight, La Vergne, Tennessee, Wave Books, coll. « Bagley Wright Lecture Series » (réimpr. 2023) (1re éd. 2018), 224 p. (ISBN 9781950268832, OCLC 1371140782),

#### Articles et interviews
- (en-US) Patricia Liggins Hill, « "The Violent Space": The Function of the New Black Aesthetic in Etheridge Knight's Prison Poetry », Black American Literature Forum, vol. 14, no 3,‎ automne 1980, p. 115-121 (7 pages) (lire en ligne ),
- (en-US) Craig Werner, « The Poet, The Poem, The People: Etheridge Knight's Aesthetic », Obsidian (1975-1982), vol. 7, nos 2/3,‎ second semestre 1981, p. 7-17 (11 pages) (lire en ligne ),
- (en-US) Ken McCullough, « Communication and Excommunication: An Interview With Etheridge Knight », Callaloo, nos 14/15,‎ février 1982, p. 2-10 (9 pages) (lire en ligne ),
- (en-US) Patricia Liggins Hill, « "Blues for a Mississippi Black Boy": Etheridge Knight's Craft in the Black Oral Tradition », The Mississippi Quarterly, vol. 36, no 1,‎ hiver 1982-1983, p. 21-33 (13 pages) (lire en ligne ),
- (en-US) Sanford Pinsker, « A Conversation with Etheridge Knight », Black American Literature Forum, vol. 18, no 1,‎ printemps 1984, p. 11-14 (4 pages) (lire en ligne ),
- (en-US) Steven C. Tracy, « A MELUS Interview: Etheridge Knight », MELUS, vol. 12, no 2,‎ été 1985, p. 7-23 (17 pages) (lire en ligne ),
- (en-US) Frank Allen, « "We Free Singers Be": Poetry of Etheridge Knight », The Iowa Review, vol. 16, no 2,‎ printemps-été 1986, p. 164-176 (13 pages) (lire en ligne ),
- (en-US) Charles H. Rowell, « An Interview with Etheridge Knight », Callaloo, vol. 19, no 4,‎ automne 1996, p. 966-981 (16 pages) (lire en ligne ),
- (en-US) Jean Anaporte-Easton, « Etheridge Knight: Poet and Prisoner. An Introduction », Callaloo, vol. 19, no 4,‎ automne 1996, p. 940-946 (7 pages) (lire en ligne ),
- (en-US) Michael Collins, « The Antipanopticon of Etheridge Knight », PMLA, vol. 123, no 3,‎ mai 2008, p. 580-597 (18 pages) (lire en ligne ),
- (en-US) Anna M. Esquivel, « "Isn't This Counterrevolutionary?": Discourse and Silence in the Erotic Poetry of Nikki Giovanni, Kalamu ya Salaam, and Etheridge Knight », African American Review, vol. 47, no 4,‎ hiver 2014, p. 511-521 (11 pages) (lire en ligne ),
- (en-US) Sanford Pinsker, « A Conversation with Etheridge Knight », African American Review, vol. 50, no 4,‎ hiver 2017, p. 711-714 (4 pages) (lire en ligne ),